# Osman Nuri Topbaş
Osman Nuri Topbaş (1942.) neves török szúfi vezető és termékeny író, aki az iszlám vallásról és civilizációról értekezik. Az Aziz Mahmut Hüdayi Alapítvány szellemi vezetője. Isztambul Üsküdar nevű kerületében él.

## Élete
1942-ben született Isztambul Erenköy nevű kerületében, az egyik naksibendi szúfi taríka harmincötödik nagymestere. Tanítója és mestere saját édesapja, Musa Topbaş volt. Édesanyja Fahri Kiğılı.
A Zihni Paşa Általános Iskolába járt, majd az ötvenes években elvégezte az imámképző középiskolát. Ismert tanárai között találjuk Zekai Konrapát, Yaman Dedét (Abdülkadir Keçeoğlu), Ahmet Davutoğlut, Mahmud Bayramot és Ali Rızâ Sağmant.
1962-ben Siirt városában töltötte le sorkatonai szolgálatát.

## Művei

### Magyarul
Idehaza a Hanif Iszlám Kulturális Alapítvány gondozásában jelennek meg művei.
- Iszlám, hit, istenszolgálat; angolból ford. Kiss Zsuzsanna; Erkam, Istanbul, 2004
- A kegyelem prófétája, Mohamad. Jelenetek az életéből; angolból ford. Kiss Zsuzsanna; Erkam, Istanbul, 2005
- A szív könnyei (2009)
- Az isteni szeretet titka. A szív kertjéből; ford. Kiss Zsuzsanna; Hanif Iszlám Kulturális Alapítvány, Salgótarján, 2009

### Török nyelven
- Bir Testi Su, İstanbul, 1996
- Rahmet Esintileri, İstanbul, 1997
- Nebiler Silsilesi I- IV, İstanbul, 1997-1998
- Tarihten Günümüze İbret Işıklar, İstanbul, 1998
- Abide Şahsiyetleri ve Müessesleriyle Osmanlı, İstanbul, 1999
- İslam İman İbadet, İstanbul, 2000
- Muhabbetteki Sır, İstanbul, 2001
- İmandan İhsana Tasavvuf, İstanbul, 2002
- Vakıf-İnfak-Hizmet, İstanbul, 2002
- Son Nefes, İstanbul, 2003